# Čađavica Donja
Čađavica Donja är en ort i Bosnien och Hercegovina.   Den ligger i entiteten Republika Srpska, i den nordvästra delen av landet, 200 km nordväst om huvudstaden Sarajevo. Čađavica Donja ligger 246 meter över havet och antalet invånare är 350.
Terrängen runt Čađavica Donja är kuperad västerut, men österut är den platt.Närmaste större samhälle är Bosanski Novi, 9,9 km norr om Čađavica Donja. 
Omgivningarna runt Čađavica Donja är en mosaik av jordbruksmark och naturlig växtlighet. Runt Čađavica Donja är det ganska tätbefolkat, med 67 invånare per kvadratkilometer.